# Municipio de Broe
El municipio de Broe (en inglés: Broe Township) es un municipio ubicado en el condado de Benson en el estado estadounidense de Dakota del Norte. En el año 2010 tenía una población de 35 habitantes y una densidad poblacional de 0,37 personas por km².

## Geografía
El municipio de Broe se encuentra ubicado en las coordenadas 48°8′48″N 99°38′31″O / 48.14667, -99.64194. Según la Oficina del Censo de los Estados Unidos, el municipio tiene una superficie total de 93.35 km², de la cual 91,94 km² corresponden a tierra firme y (1,51 %) 1,41 km² es agua.

## Demografía
Según el censo de 2010, había 35 personas residiendo en el municipio de Broe. La densidad de población era de 0,37 hab./km². De los 35 habitantes, el municipio de Broe estaba compuesto por el 97,14 % blancos, el 2,86 % eran asiáticos. Del total de la población el 0 % eran hispanos o latinos de cualquier raza.